# Edgeworthia gardneri
Edgeworthia gardneri es una especie de planta fanerógama de la familia Thymelaeaceae.

## Descripción
Es un pequeño arbusto de hoja perenne que crece hasta 3-4 metros  de alto. Se distingue por su tronco de color rojo parduzco. Las flores son hermafroditas (tienen ambos órganos, masculino y femenino).

## Distribución y Hábitat
Edgeworthia gardneri es nativa de los Himalayas en Bután, el norte de Birmania, China, (en el este de Xizang y noroeste de Yunnan); India y Nepal.  Se encuentra en bosques y lugares húmedos a altitudes de 1.000-2.500 m. Se cultiva en otras partes.  

## Usos
Edgeworthia gardneri se planta como ornamental , y da una alta calidad al papel que está hecho las fibras de su corteza. Esta especie se dice que es una de las mejores de las distintas especies que se utilizan para la fabricación de papel hecho a mano en el Himalaya.
Las raíces y los tallos se usan en China como remedio para los abscesos y bubones.

## Taxonomía
Edgeworthia gardneri fue descrita por (Wall.) Meisn. y publicado en Denkschriften der Koeniglich-Baierischen Botanischen Gesellschaft in Regensburg 3: 280–282, pl. 6. 1841.
Sinonimia
- Daphne gardneri Wall.
- Edgeworthia albiflora Nakai